# Paraibuna
Paraibuna là một đô thị ở bang São Paulo của Brasil, trong tiểu vùng Paraibuna/Paraitinga. Đô thị này nằm ở vĩ độ 23º23'10" độ vĩ nam và kinh độ 45º39'44" độ vĩ tây, trên khu vực có độ cao 635 m. Dân số năm 2004 ước tính là 18.096 người. Khu định cư này được lập năm 1666.

## Địa lý
Các đô thị giáp ranh gồm Jambeiro về phía bắc, Redenção da Serra về phía đông bắc, Natividade da Serra về phía đông, Caraguatatuba về phía nam, Salesópolis về phía tây nam và Santa Branca về phía tây.

## Thông tin nhân khẩu
Dữ liệu dân số theo điều tra dân số năm 2000
Tổng dân số: 17.009
- Dân số thành thị: 5.295
- Dân số nông thôn: 11.714
- Nam giới: 8.703
- Nữ giới: 8.306

Mật độ dân số (người/km²): 21,00
Tỷ lệ tử vong trẻ sơ sinh dưới 1 tuổi (trên một triệu người): 15,31
Tuổi thọ bình quân (tuổi): 71,52
Tỷ lệ sinh (số trẻ trên mỗi bà mẹ): 2,33
Tỷ lệ biết đọc biết viết: 86,66%
Chỉ số phát triển con người (HDI-M): 0,771
- Chỉ số phát triển con người - Thu nhập: 0,692
- Chỉ số phát triển con người - Tuổi thọ: 0,775
- Chỉ số phát triển con người - Giáo dục: 0,846

(Nguồn: IPEADATA)

### Sông ngòi
- Sông Paraibuna

### Các xa lộ
- SP-99